# Neobaculentulus cipingensis
Neobaculentulus cipingensis är en urinsektsart som beskrevs av Yin 1987. Neobaculentulus cipingensis ingår i släktet Neobaculentulus och familjen lönntrevfotingar. Inga underarter finns listade i Catalogue of Life.